# Ovcearți
Ovcearți (în bulgară Овчарци) este un sat în comuna Sapareva Banea, regiunea Kiustendil, Bulgaria.

## Demografie
Componența etnică a satului Ovcearți
     Bulgari (97,96%)
     Nicio identificare (1,76%)
     Altele (0,27%)
La recensământul din 2011, populația satului Ovcearți era de 1.079 locuitori. Din punct de vedere etnic, majoritatea locuitorilor (97,96%) erau bulgari. Pentru 1,76% din locuitori nu este cunoscută apartenența etnică.